# گون-ریتا دال فلشو
گون-ریتا دال فلشو (نروژی: Gunn-Rita Dahle Flesjå؛ زادهٔ ۱۰ فوریهٔ ۱۹۷۳) دوچرخه‌سوار زن اهل نروژ است.
وی در مسابقات کشوری و بین‌المللی در مجموع برندهٔ ۱ مدال طلا شده‌است.